# Ciudad Universitaria (stanice metra v Madridu)
Ciudad Universitaria (plným názvem španělsky Estación de Ciudad Universitaria; doslovně přeloženo česky „Univerzitní město“ – kampus) je stanice metra v Madridu. Nachází se pod třídou Avenidad Complutense (pojmenovanou po Universidad Complutense de Madrid) v západní části města v městském obvodě Moncloa – Aravaca. Stanice je využívána především studenty, směřujícími na univerzity Universidad Complutense de Madrid, Universidad Politécnica de Madrid a Universidad Nacional de Educación a Distancia. Stanicí prochází okružní linka 6. Stanice se nachází v tarifní zóně A.

## Historie
Stanice byla otevřena 13. ledna 1987 jako konečná úseku, který rozšířil linku 6 ze stanice Cuatro Caminos. Do roku 1995 měla stanice omezenou dobu provozu, korespondující s provozem školních autobusových linek. V letech 1994–1995 prošla stanice stavebními úpravami, které umožnily přeměnit linku 6 na okružní. Zároveň došlo k posunutí vestibulu blíže k třídě Avenidad Complutense a zpřístupnění pro osoby se sníženou pohyblivostí pomocí výtahu. V létě 2014 proběhla rekonstrukce úseku linky 6 mezi stanicemi Moncloa a Metropolitano, jehož součástí je i stanice Ciudad Universitaria.

## Provoz
Ve stanici se nachází podzemní depo, která je umístěno souběžně se stanicí a je průjezdné z obou stran.

## Fotogalerie

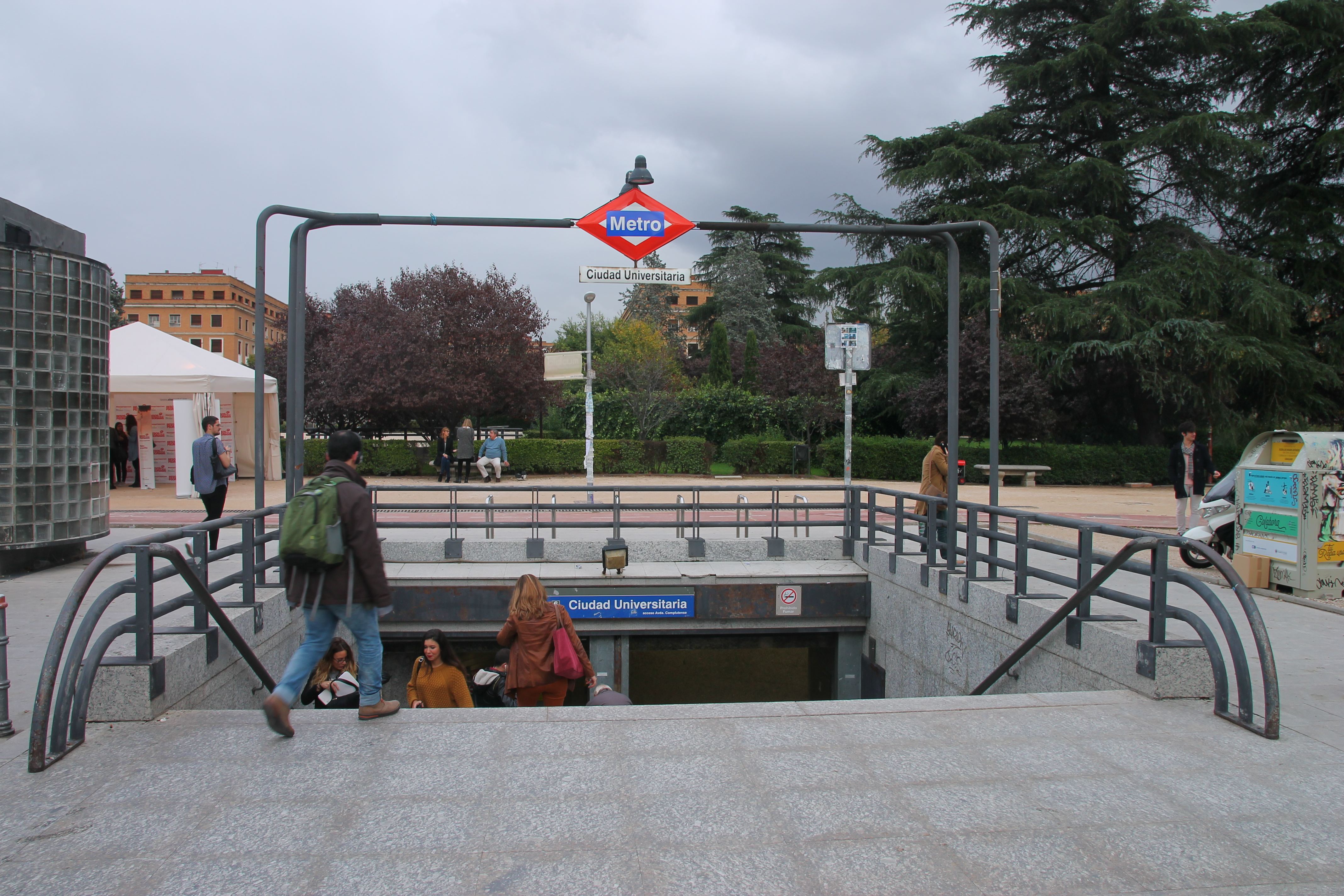
Vstup do stanice
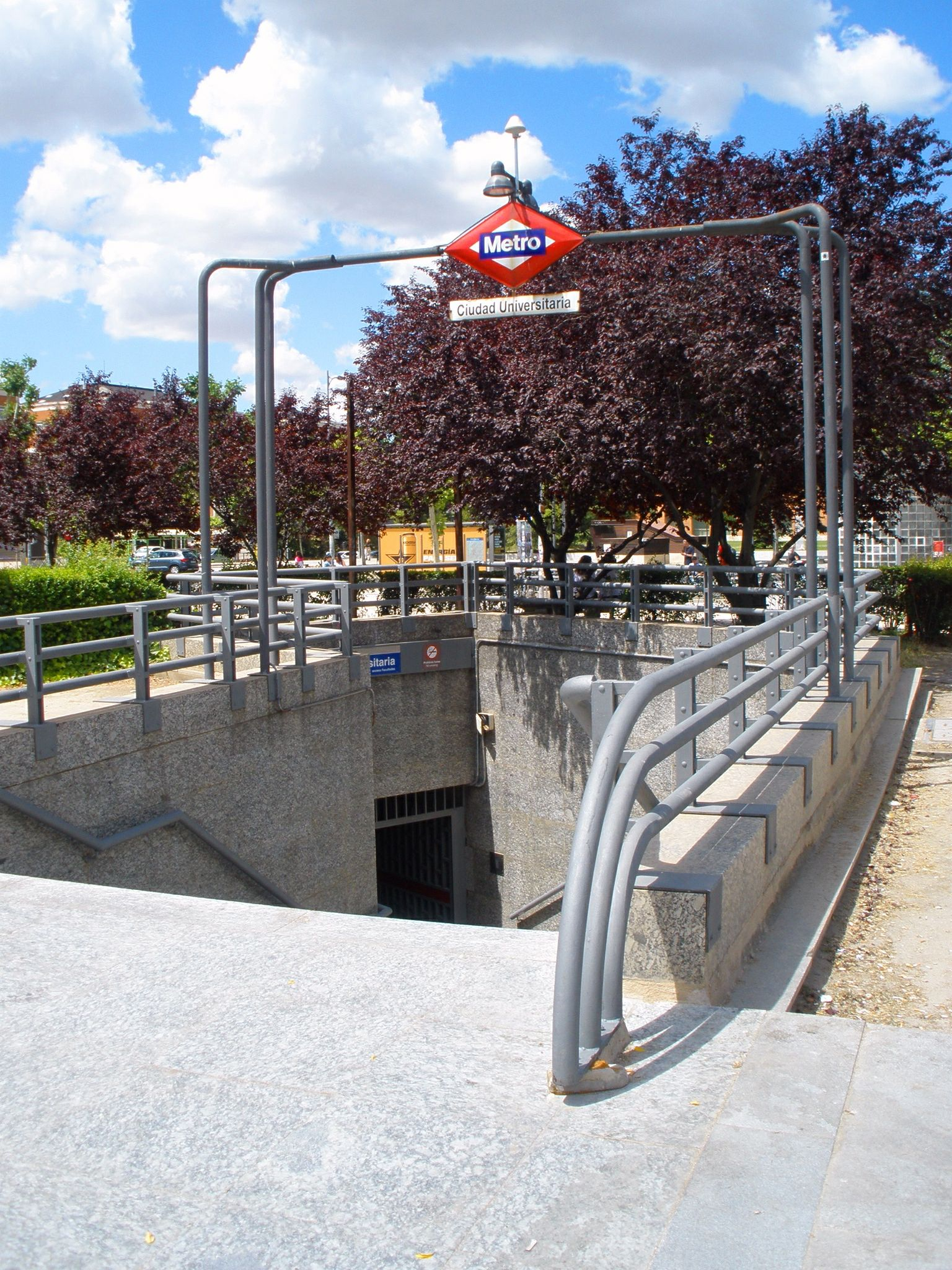
Vedlejší vstup do stanice
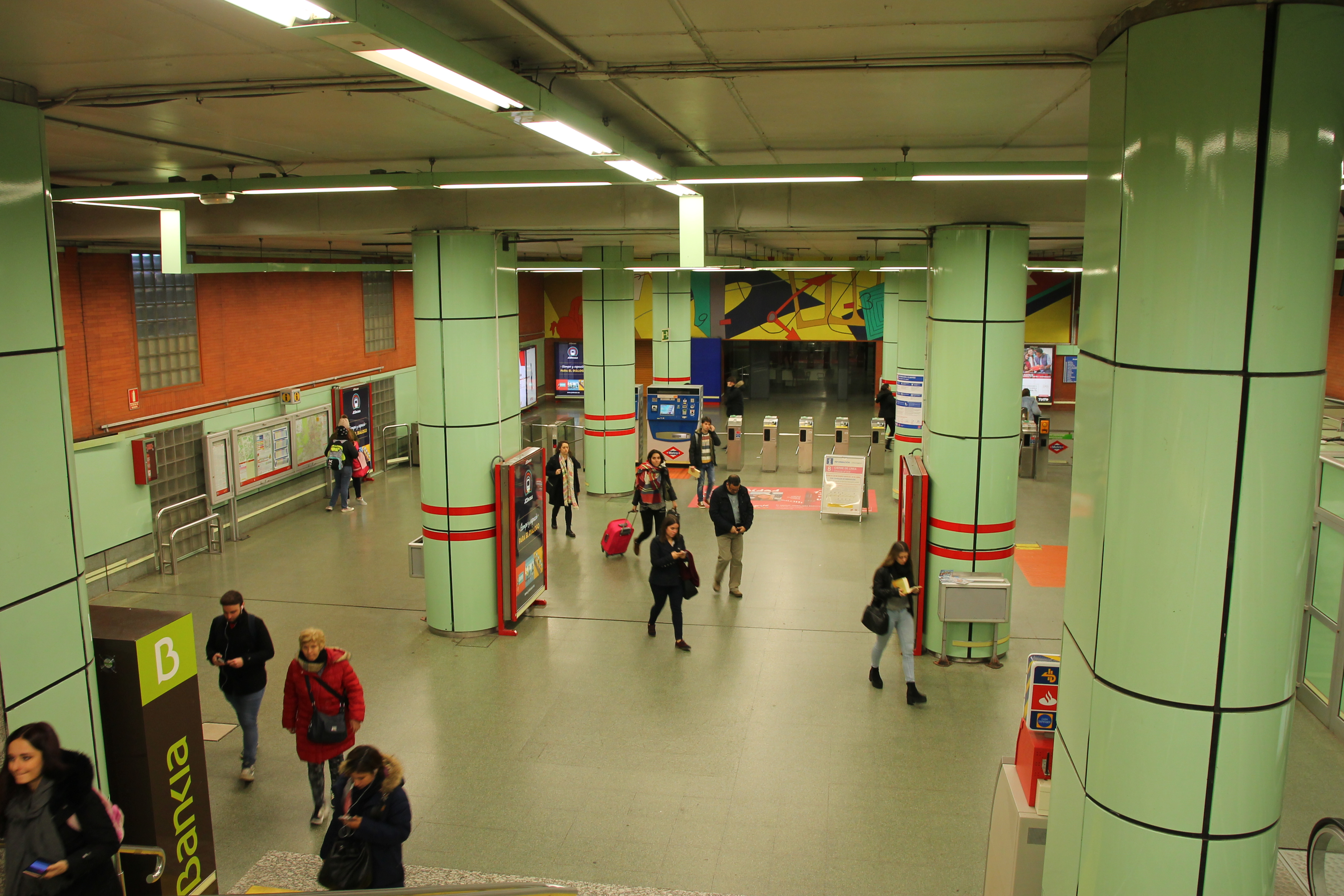
Vestibul stanice
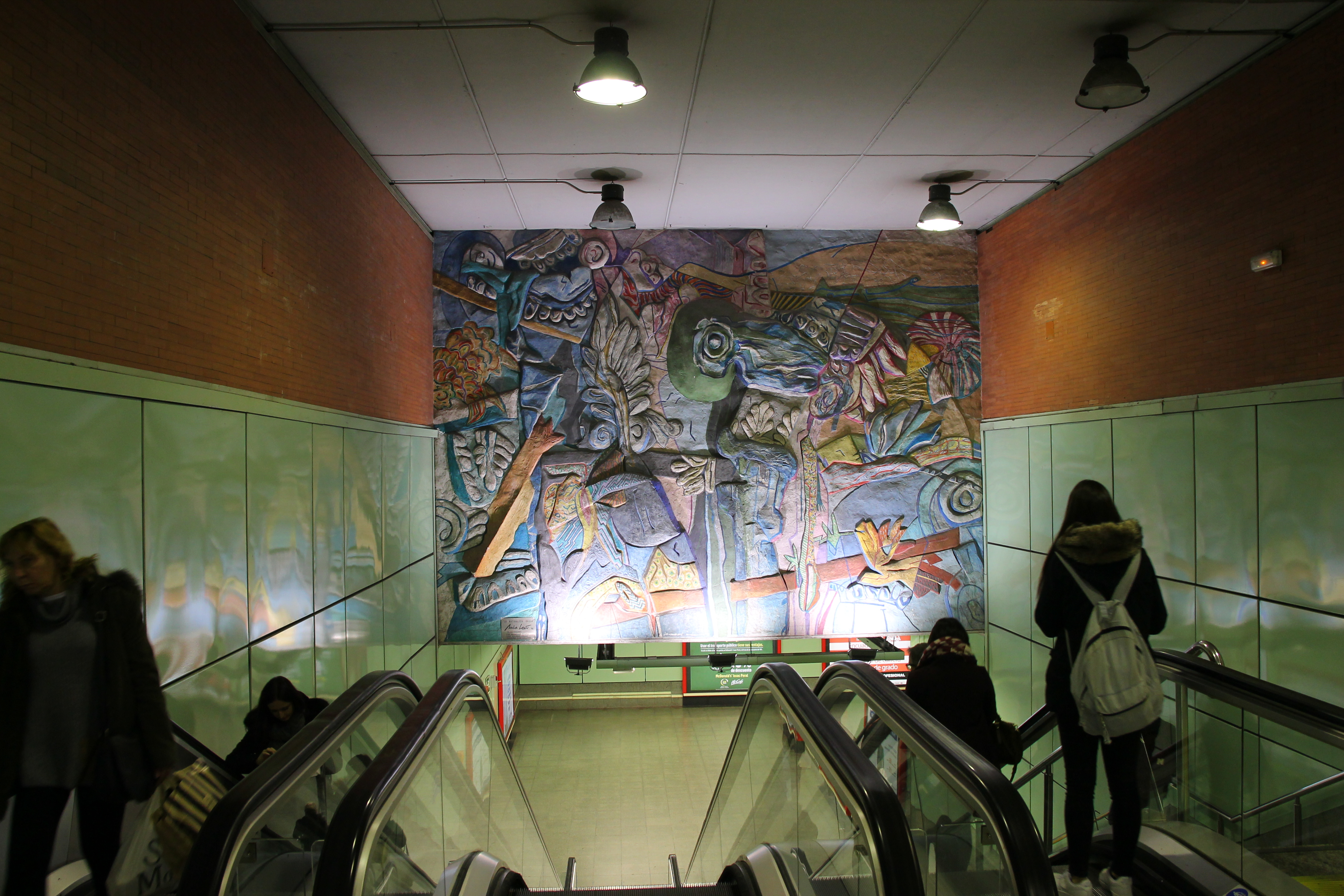
Dekorativní reliéf ve vestibulu
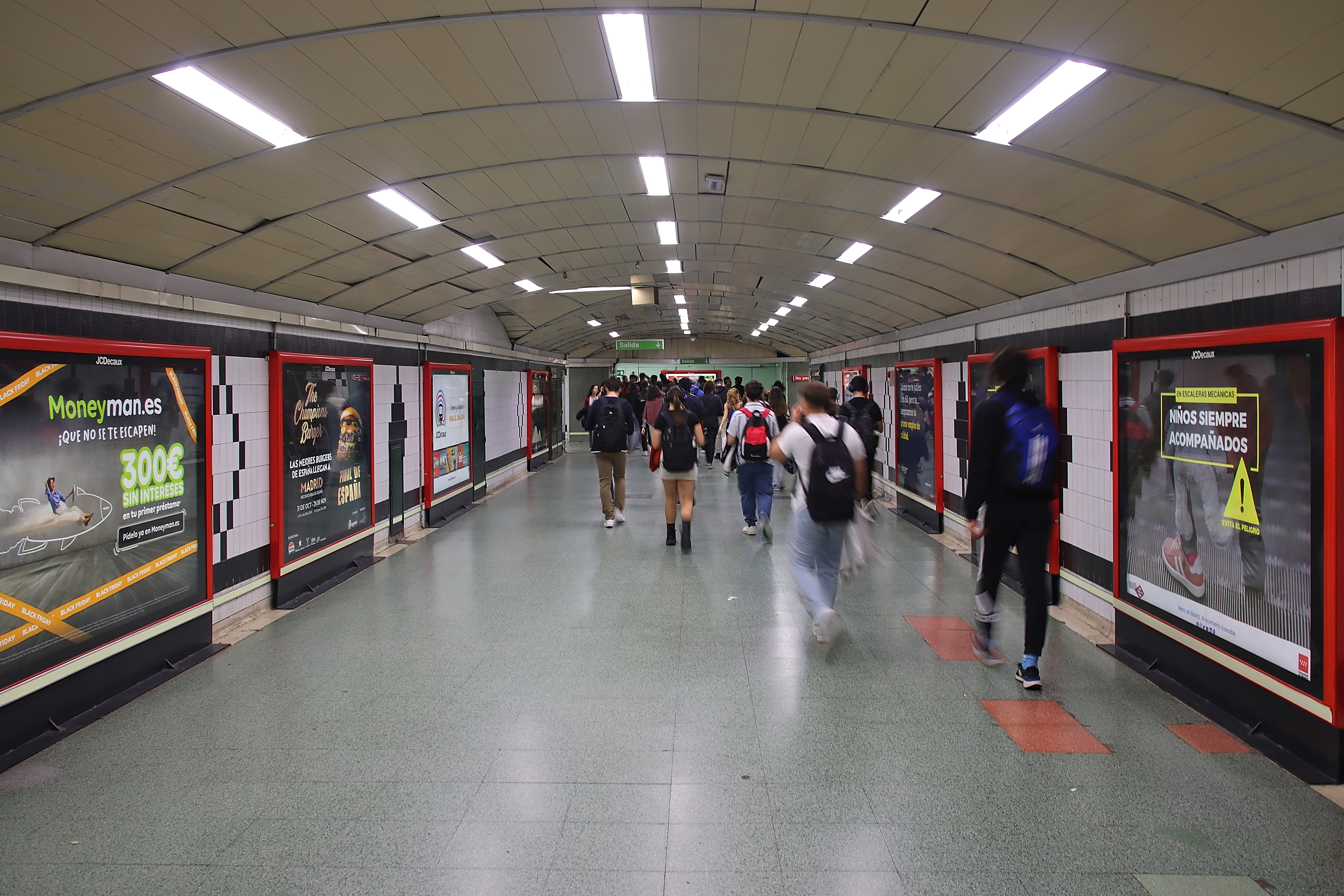
Spojovací chodba nad nástupištěm k vestibulu
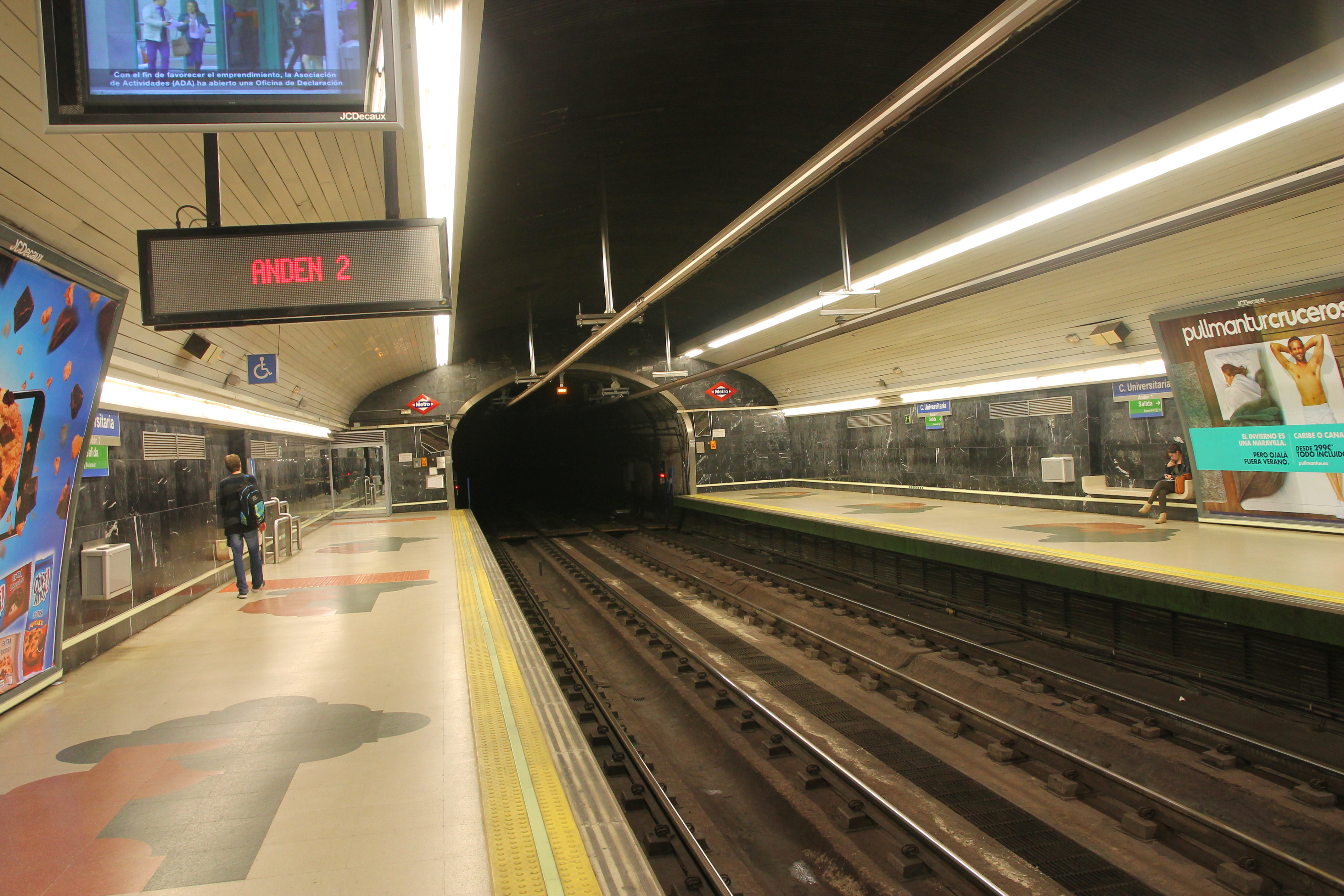
Celkový pohled na nástupiště
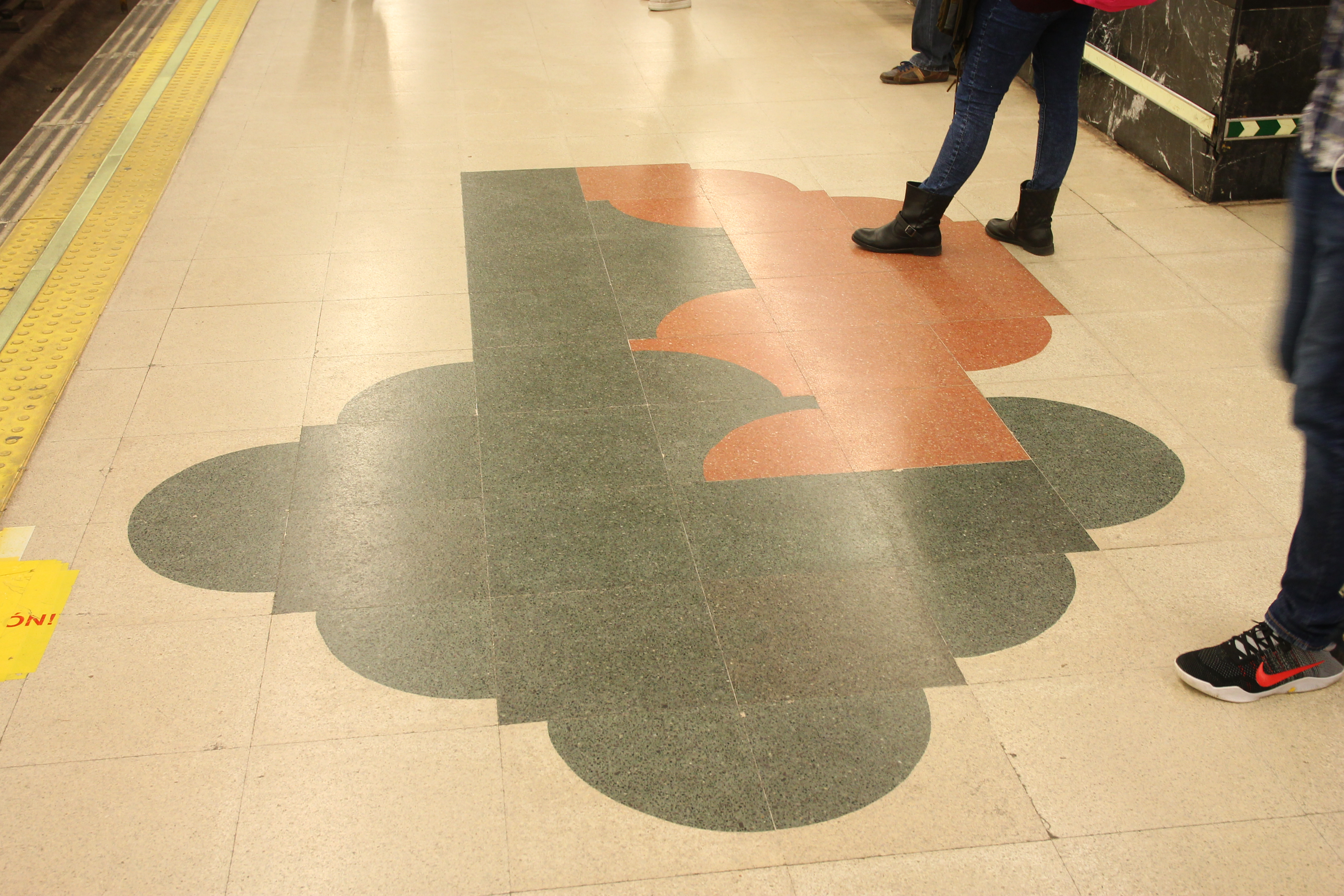
Mozaika v dlažbě připomínající symbol Madridu – medvěda a planiku
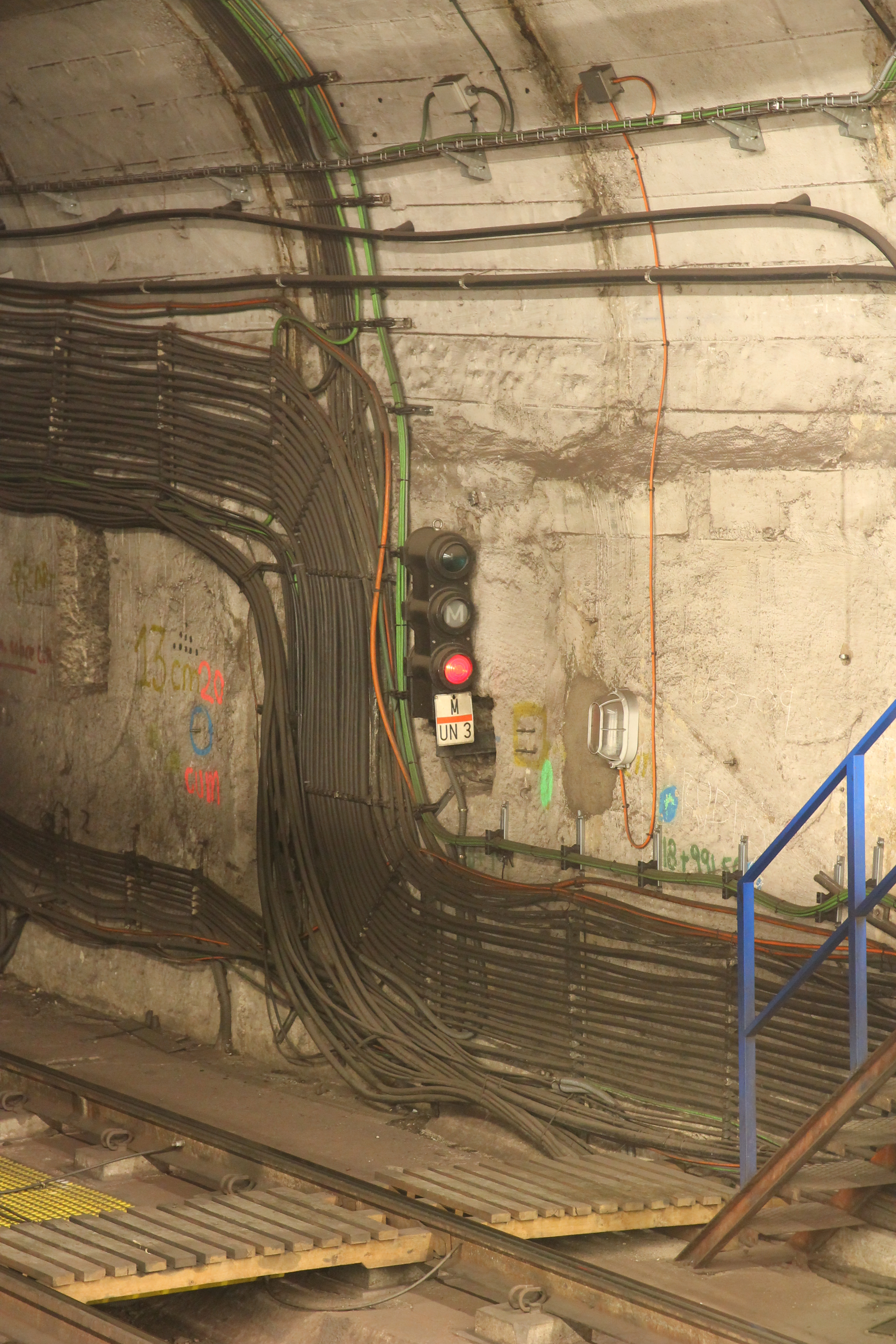
Návěstidlo v tunelu
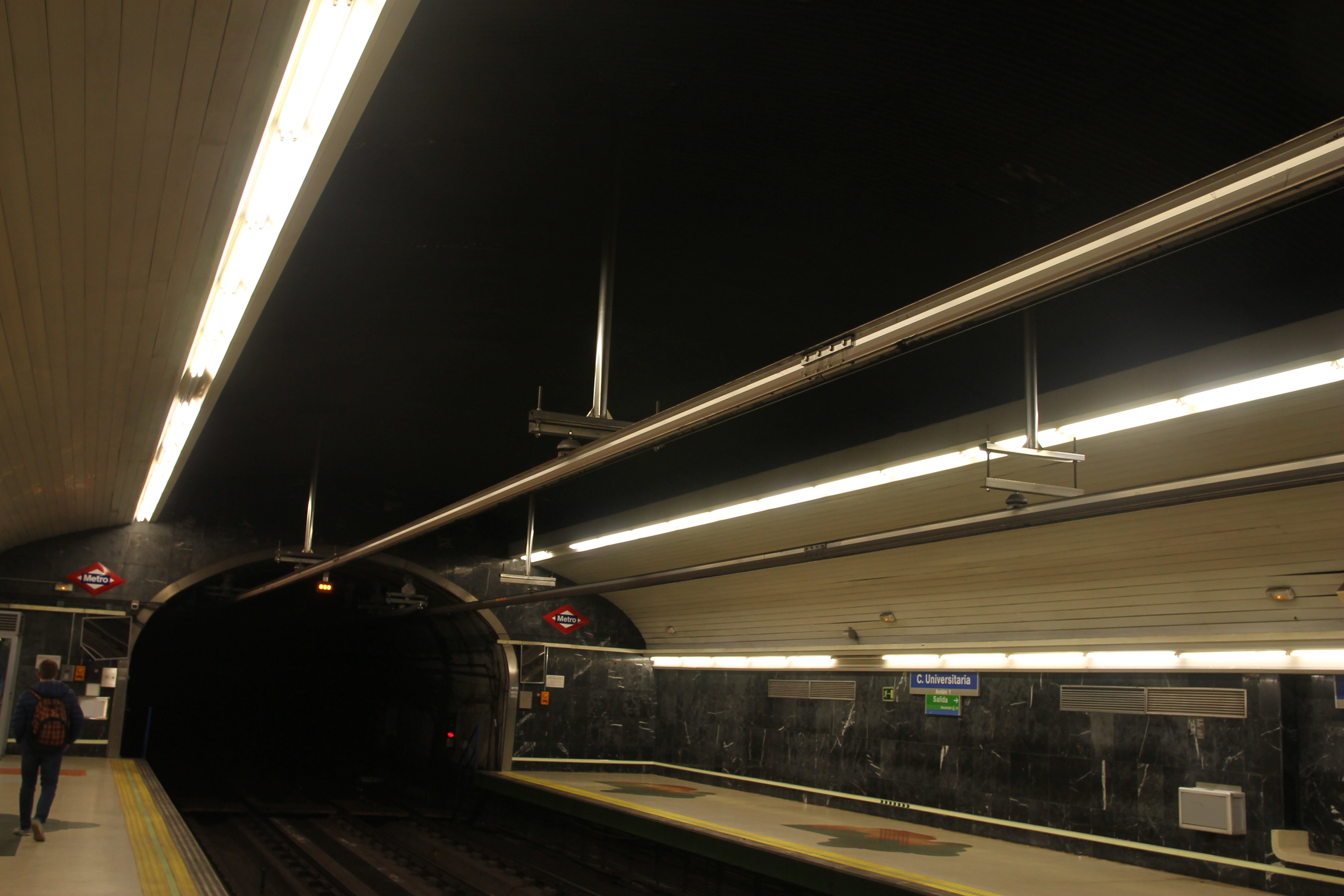
Pevné trolejové vedení ve stanici
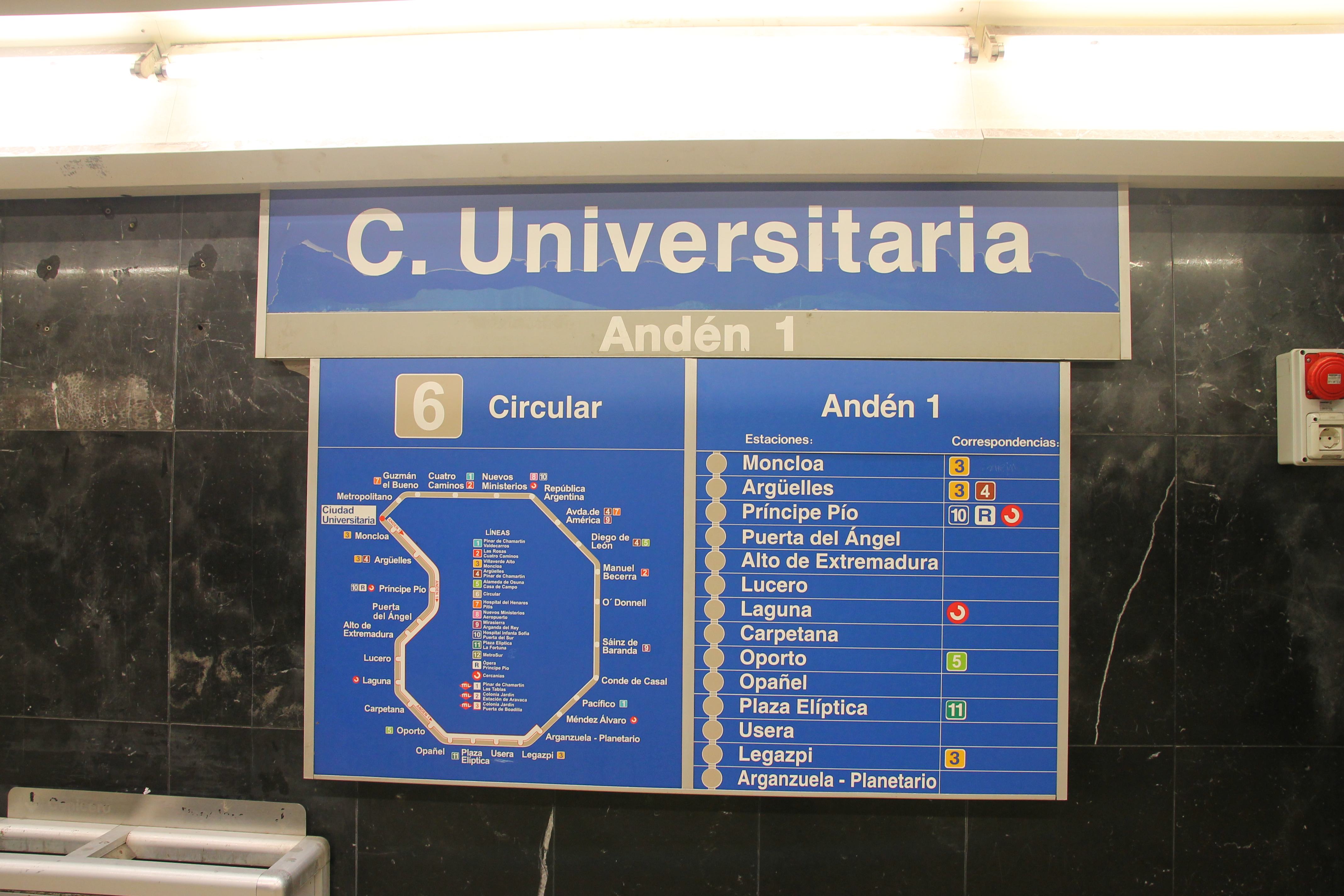
Informační panel se schématem linky 6
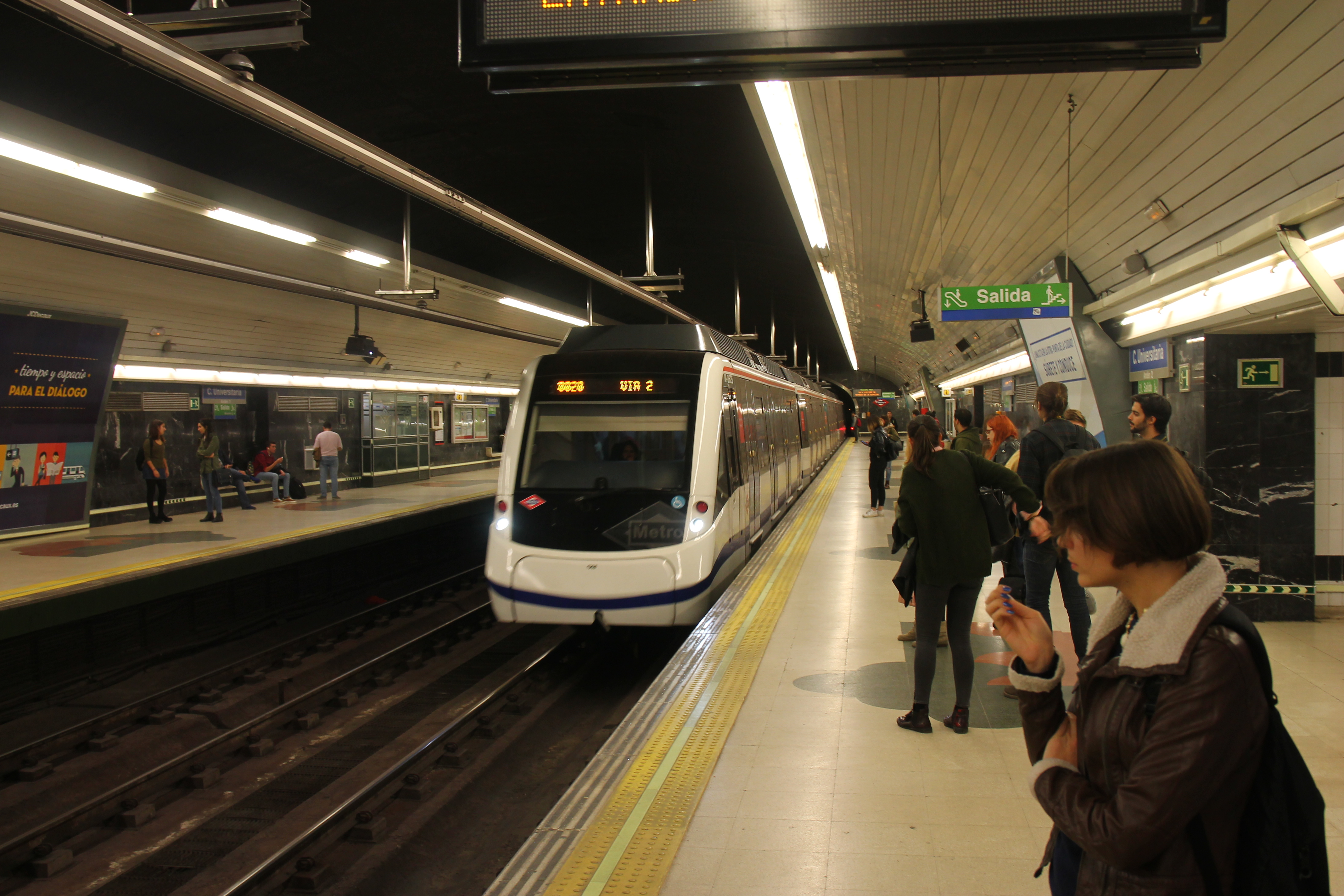
Přijíždějící vlak řady 8400
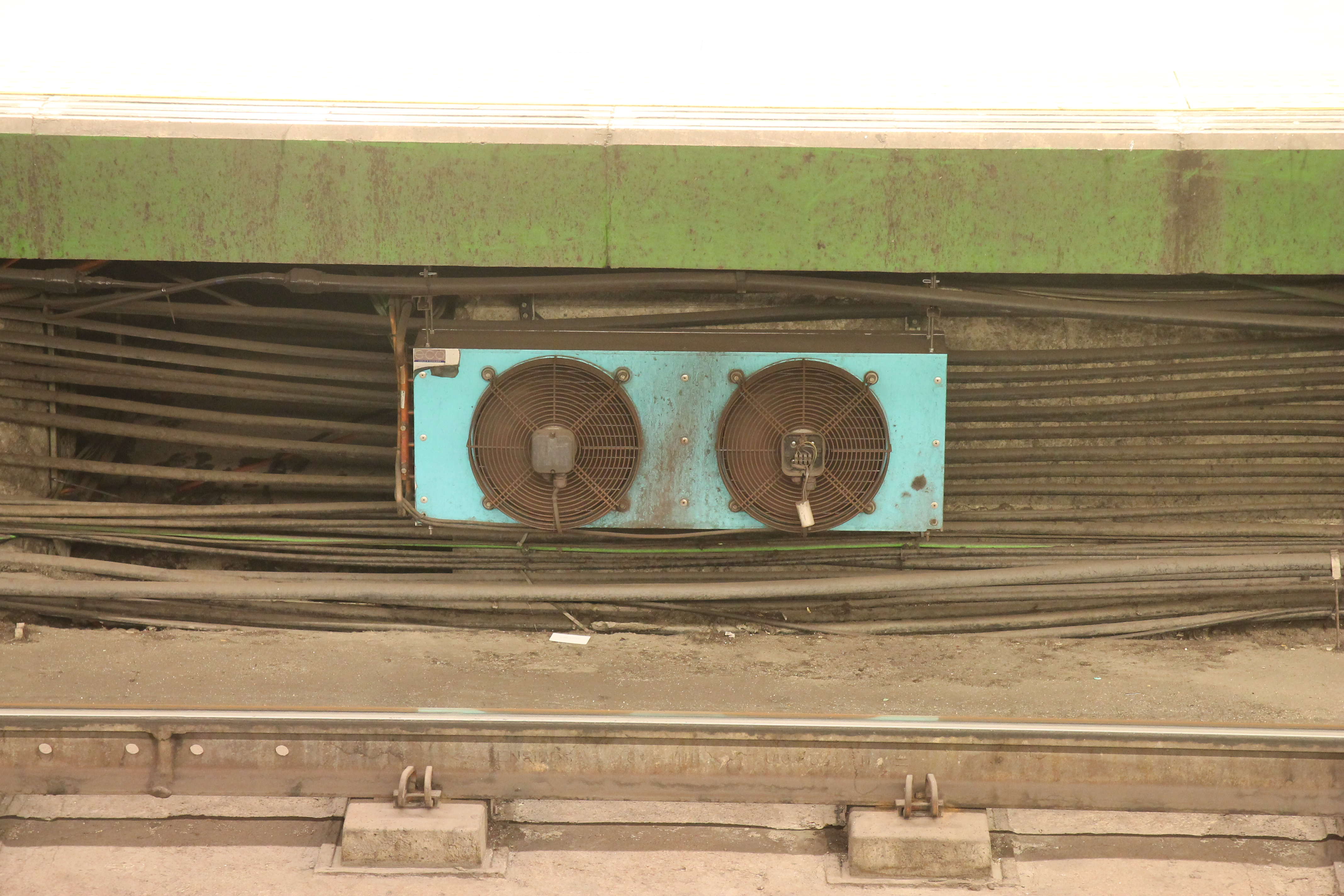
Ventilátory pod nástupištěm